# Trilha sonora de Kingdom Hearts
A música da série de Kingdom Hearts foi composta por Yoko Shimomura. Consiste em uma trilha sonora para cada jogo, além de "Trilha Sonora Completa". As canções tema dos jogo, Simple and Clean e Sanctuary, foram compostas e gravadas pela cantora-compositora Hikaru Utada. As versões em japonês das respectivas músicas, chamadas Hikari e Passion, também foram compostas e gravadas por Utada. O jogo ainda possui uma versão remixada da música "One-Winged Angel" da série Final Fantasy, composta por Nobuo Uematsu. Em 19, 20, 21 e 23 de junho de 2007, algumas músicas de Kingdom Hearts foram tocadas na Orquestra de Sydney, no Sydney Opera House,New South Wales, Austrália.

## Temas de abertura

### Simple and Clean
Simple and Clean é uma canção composta e cantada pela cantora e compositora Hikaru Utada, utilizada como tema de encerramento dos jogos Kingdom Hearts e Kingdom Hearts: Chain of Memories. Uma versão remixada, Simple and Clean (PLANTb Remix), é o tema de abertura da versão norte-americana de Kingdom Hearts. Além disso, uma versão orquestrada de "Hikari" pode ser ouvido no modo de demonstração do jogo. Hikari é o tema de toda a série Kingdom Hearts, enquanto a mesma versão orquestrada é ouvida nos trailers de Kingdom Hearts II, bem como para o do mesmo jogo.
A melodia de Simple and Clean provém do décimo single japonês de Utada, Hikari, originalmente lançado em seu terceiro álbum, Deep River. Além disso, a música também utiliza parte da melodia da música Uso Mitai Na I Love You de Utada, que também foi originalmente lançada no mesmo álbum. Simple and Clean pode ser encontrado no single Colors e no segundo álbum norte-americano de Utada, This Is the One.
A Versão Remixada foi utilizada como abertura de Kingdom Hearts, Re-Chain of Memories, Birth by Sleep e Re:coded. A Instrumental foi utilizada somente para a Abertura de Kingdom Hearts 3D: Dream Drop Distance
Para o jogo Kingdom Hearts 2.8, lançado em 2017, foi feito um novo remix pelo DJ PUNPEE, chamado ''Simple and Clean - Ray Of Hope Mix -''. A música foi um sucesso, sendo número em #9 países, além de alcançar o nº 2 na loja norte americana do iTunes, o maior ranking feito por uma artista japonesa até hoje. 

### Sanctuary
Sanctuary é a música da abertura FMV de Kingdom Hearts II. Ele foi cantado, escrito e produzido por Utada antes do seu homólogo japonês Passion. Tanto o inglês e os japones são versões da canção cantada por Utada. "Sanctuary", como "Passion", inclui várias instâncias de letras revertida em toda a canção.
Para além do idioma no qual elas são cantadas, "Passion" e "Sanctuary" têm apenas pequenas diferenças, como algumas das letras invertidas. No entanto, em ambas as versões da canção, as porções revertidas encontram se no idioma inglês. Estas são: "Preciso de mais carinho do que você pensa"("I need more affection than you know"), "Tantos altos e baixos"("So many ups and downs") e "Preciso de emoções verdadeiras"("I need true emotions").

#### Outras Versões
Para o jogo Kingdom Hearts II, existem duas versões da música. Enquanto para a abertura do jogo é utilizada Sanctuary, ou Sanctuary (Opening), no fim do mesmo é utilizada uma outra versão da mesma: Sanctuary ~after battle~, como é mais conhecida, ou Sanctuary (Ending). Ambas as versões se encontram no álbum do jogo, Kingdom Hearts II Original Soundtrack, e no terceiro álbum da cantautora Utada, This Is the One.

## Kingdom Hearts Original Soundtrack
Kingdom Hearts Original Soundtrack é a trilha sonora oficial do jogo de Playstation 2 Kingdom Hearts. Esse álbum de 2 CDs contem todas as musicas da versão original do jogo. Também inclui as canções de Hikaru Utada Simple And Clean e Simple And Clean -PLANITb Remix- (Edição Curta). A música orquestrada foi produzida por Kaoru Wada e executada pela New Japan Philharmonic Orchestra nas faixas 34 e 35.

### Lista de faixas
| Disco 1 1. "Dearly Beloved" 2. "Hikari - KINGDOM Orchestra Instrumental Version" 3. "Hikari"/"Simple And Clean -PLANITb Remix- (Short Edit)" 4. "Dive into the Heart -Destati-" 5. "Destiny Islands" 6. "Bustin' Up on the Beach" 7. "Mickey Mouse Club March" 8. "Treasured Memories" 9. "Strange Whispers" 10. "Kairi I" 11. "It Began with a Letter" 12. "A Walk in Andante" 13. "Night of Fate" 14. "Destiny's Force" 15. "Where is This?" 16. "Traverse Town" 17. "The Heartless Has Come" 18. "Shrouding Dark Cloud" 19. "Blast Away! -Gummi Ship I-" 20. "Tricksy Clock" 21. "Welcome to Wonderland" 22. "To Our Surprise" 23. "Turning the Key" 24. "Olympus Coliseum" 25. "Road to a Hero" 26. "Go for It!" 27. "No Time to Think" 28. "Deep Jungle" 29. "Having a Wild Time" 30. "Holy Bananas!" 31. "Squirming Evil" 32. "Hand in Hand" 33. "Kairi II" 34. "Merlin's Magical House" 35. "Winnie the Pooh" 36. "Bounce-o-rama" 37. "Just an Itty Bitty Too Much" 38. "Once Upon a Time" 39. "Shipmeisters' Humoresque" 40. "Precious Stars in the Sky" 41. "Blast Away! -Gummi Ship II-" | Disco 2 Faixas 34 e 35 são faixas bonus 1. "A Day in Agrabah" 2. "Arabian Dream" 3. "Villains of a Sort" 4. "A Very Small Wish" 5. "Monstrous Monstro" 6. "Friends in My Heart" 7. "Under the Sea" 8. "An Adventure in Atlantica" 9. "A Piece of Peace" 10. "An Intense Situation" 11. "The Deep End" 12. "This is Halloween" 13. "Spooks of Halloween Town" 14. "Oopsy-Daisy" 15. "Captain Hook's Pirate Ship" 16. "Pirate's Gigue" 17. "Never Land Sky" 18. "Kairi III" 19. "Blast Away! -Gummi Ship III-" 20. "Hollow Bastion" 21. "Scherzo di notte" 22. "Forze del male" 23. "HIKARI -KINGDOM HEARTS Versão Instrumental" 24. "Miracle" 25. "End of the World" 26. "Fragments of Sorrow" 27. "Guardando nel buio" 28. "Beyond the Door" 29. "Always on My Mind" 30. "Hikari"/"Simple And Clean" 31. "March Caprice for Piano and Orchestra" 32. "Hand in Hand -Reprise-" 33. "Dearly Beloved -Reprise-" 34. "Having a Wild Time -Previous Version-" 35. "Destati" |

## Kingdom Hearts II Original Soundtrack
Kingdom Hearts II Original Soundtrack (キングダムハーツII　オリジナル・サウンドトラック, Kingudamu Hātsu Tsū Orijinaru Saundotorakku?) é o álbum da trilha sonora do jogo de video game Kingdom Hearts II, produzido pela Square Enix e a Disney Interactive para Playstation 2. O album contem músicas do jogo, composta e produzidas por Yoko Shimomura, com a maioria das musicas de orquestra produzidas por Kaoru Wada com a Orquestra de Tokyo. Inclui também a canção tema composta e interpretada por Hikaru Utada, Passion. A trilha sonora foi lançada no Japão em 25 de janeiro de 2006, com o preço de ¥3,200 . Na primeira semana de vendas a trilha sonora vendeu 7.941 cópias.

### Lista de faixas
| Disco 1 (1:14:28) 1. "Dearly Beloved " – 2:22 2. "Passion -KINGDOM Orchestra Instrumental Version" – 3:41 3. "Passion ~opening version~" (Utada Hikaru) – 4:26 4. "Lazy Afternoons" – 1:40 5. "Sinister Sundown" – 1:14 6. "The Escapade" – 1:17 7. "Dive into the Heart -Destati-" – 1:49 8. "Fragments of Sorrow" – 1:16 9. "Tension Rising" – 1:34 10. "Kairi" – 0:54 11. "Missing You" – 1:53 12. "The 13th Struggle" – 1:44 13. "Roxas" – 1:18 14. "Sora" – 1:29 15. "The Afternoon Streets" – 1:36 16. "Working Together" – 1:30 17. "Friends in My Heart" – 1:01 18. "Magical Mystery" – 0:52 19. "A Twinkle in the Sky" – 0:57 20. "Reviving Hollow Bastion" – 2:08 21. "Scherzo Di Notte" – 1:19 22. "Laughter and Merriment" – 1:06 23. "Desire for All That Is Lost" – 1:26 24. "Organization XIII" – 1:22 25. "Gearing Up" – 0:58 26. "Shipmeisters' Shanty" – 2:00 27. "Blast Off!" – 0:39 28. "Asteroid Attack" – 1:16 29. "Crossing the Finish Line" – 0:41 30. "Waltz of the Damned" – 1:07 31. "Dance of the Daring" – 1:04 32. "Hesitation" – 1:10 33. "Dance to the Death" – 1:47 34. "Beauty and the Beast" – 0:46 35. "The Home of Dragons" – 1:32 36. "Fields of Honor" – 1:16 37. "Apprehension" – 1:17 38. "Vim and Vigor" – 1:28 39. "Cloudchasers" – 1:39 40. "Olympus Coliseum" – 1:39 41. "The Underworld" – 1:23 42. "What Lies Beneath" – 1:29 43. "Villains of a Sort" – 0:53 44. "Rowdy Rumble" – 1:32 45. "Mickey Mouse Club March" – 1:15 46. "A Walk in Andante" – 0:55 47. "Monochrome Dreams" – 1:04 48. "Old Friends, Old Rivals" – 0:56 49. "Floating In Bliss" – 1:31 50. "Winnie the Pooh" – 1:38 51. "Bounce-O-Rama" (Speed Up Version) – 1:39 | Disco 2 (1:14:19) 1. "Isn't It Lovely?" – 1:42 2. "Let's Sing and Dance!" – 0:30 3. "Swim This Way" – 2:21 4. "Part of Your World" – 1:47 5. "Under the Sea" – 2:05 6. "Ursula's Revenge" – 2:15 7. "A New Day is Dawning" – 2:09 8. "Nights of the Cursed" – 1:56 9. "He's a Pirate" – 1:29 10. "The Corrupted" – 1:21 11. "Hazardous Highway" – 1:12 12. "A Day in Agrabah" – 1:51 13. "Arabian Dream" – 1:35 14. "This is Halloween" – 1:26) 15. "Spooks of Halloween Town" – 1:20 16. "Adventures in the Savannah" – 1:49 17. "Savannah Pride" – 1:20 18. "The Encounter" – 1:49 19. "Space Paranoids" – 1:42 20. "Byte Bashing" – 1:20 21. "Sinister Shadows" – 1:12 22. "The 13th Dilemma" – 1:59 23. "Showdown at Hollow Bastion" – 0:48 24. "One-Winged Angel (from Final Fantasy VII)" – 2:12 25. "Battleship Bravery" – 1:42 26. "Sacred Moon" – 2:06 27. "Deep Drive" – 1:38 28. "Riku" – 1:16 29. "Courage" – 0:53 30. "Disappeared" – 2:22 31. "A Fight to the Death" – 2:04 32. "Darkness of the Unknown" – 4:36 33. "Passion ~after the battle~" (Utada Hikaru) – 5:59 34. "Fantasia alla marcia for piano, chorus, and orchestra" – 7:45 35. "Destiny Islands" – 1:10 36. "Hand in Hand" – 0:40 37. "Sunset Horizons" – 1:30 38. "Dearly Beloved -Reprise–" - 1:28 |